# Landschaftspflege
Die Landschaftspflege umfasst alle Maßnahmen, die Vielfalt, Eigenart und Schönheit der Landschaft sowie die nachhaltige Nutzung der Naturgüter sicherstellen.
Der Begriff findet sich im vollen Titel des deutschen Bundesnaturschutzgesetzes (BNatSchG) wieder, der Gesetz über Naturschutz und Landschaftspflege lautet.
Neben den aktiven Maßnahmen, die gestaltend oder pflegend wirken, umfasst die Landschaftspflege nach der Zielsetzung des Bundesnaturschutzgesetzes auch passive Naturschutzmaßnahmen (§ 1 Abs. 3 Nr. 6 BNatSchG), wie sie vor allem der Prozessschutz fordert, der pflegerische Maßnahmen ausschließt und einzig eine natürliche Entwicklung (Sukzession) beinhaltet, wie z. B. im Rahmen der sog. „Wildnisentwicklung“.

## Ziele
Ziele des Naturschutzes und der Landschaftspflege sind es die Natur und die Landschaft auf Grund ihres eigenen Wertes und als Grundlage für Leben und Gesundheit des Menschen auch in Verantwortung für die künftigen Generationen im besiedelten und unbesiedelten Bereich so zu schützen, dass die Biologische Vielfalt, die Leistungs- und Funktionsfähigkeit des Naturhaushalts einschließlich der Regenerationsfähigkeit und nachhaltigen Nutzungsfähigkeit der Naturgüter sowie die Vielfalt, Eigenart und Schönheit sowie der Erholungswert von Natur und Landschaft auf Dauer gesichert sind; der Schutz umfasst auch die Pflege, die Entwicklung und, soweit erforderlich, die Wiederherstellung von Natur und Landschaft, wobei Freiräume im besiedelten und siedlungsnahen Bereich einschließlich ihrer Bestandteile, wie Parkanlagen, großflächige Grünanlagen und Grünzüge, Wälder und Waldränder, Bäume und Gehölzstrukturen, ... sowie gartenbau- und landwirtschaftlich genutzte Flächen, zu erhalten oder neu zu schaffen sind (§ 1 BNatSchG).

## Geschichte
Seit Menschen sesshaft geworden sind, gestalten sie ihre Umwelt. In Mitteleuropa begannen sie spätestens im frühen Mittelalter, die Landschaft ganz bewusst zu ihrem Nutzen umzugestalten. Der Mensch rodete Wälder um Siedlungen, Äcker und Weiden anzulegen. Flüsse wurden begradigt und Moore trockengelegt um weiteres Land urbar zu machen. Auf der Suche nach Rohstoffen wurden ganze Landstriche umgegraben, untertunnelt oder abgetragen. Aus einer Naturlandschaft wurde eine Kulturlandschaft. In dieser Kulturlandschaft entstanden zunächst neue Lebensräume, in denen sich viele Tiere und Pflanzen, teilweise sogar aus weit entlegenen Gebieten wie den Steppen Osteuropas, ansiedelten. Es war eine Landschaft mit enormer Artenvielfalt. Mit den technischen Errungenschaften der modernen Zivilisation war es dem Menschen möglich, die Landschaft intensiver zu nutzen. Die ansteigende Bevölkerungszahl benötigte mehr Siedlungsraum, Gewerbegebiete und Straßen.
Anfang des 20. Jahrhunderts setzte ein rasanter Rückgang der Vielfalt der Lebensräume und zugleich ein Artensterben ein. Der Trend hält bis heute an und hat sich in den letzten Jahrzehnten deutlich beschleunigt. Ein gutes Beispiel hierfür sind die Lechheiden. Wo bis vor hundert Jahren noch Orchideen blühten und die Heidelerche sang, befinden sich heute Äcker, Straßen und Neubausiedlungen. Heute ist nur noch 1 % der einstigen Heidefläche übrig geblieben.
Die Landschaftspflege kümmert sich um den Erhalt von Lebensräumen, die größtenteils der Mensch geschaffen hat, beispielsweise mähen Landschaftspfleger Magerrasen, setzen eine Hecke „auf den Stock“ oder schneiden Kopfweiden. Auf diese Weise betreibt sie nicht nur Arten- und Biotopschutz, sondern auch den Schutz unseres Kulturerbes, ähnlich der Denkmalpflege. Außerdem geht es der Landschaftspflege um den Erhalt eines attraktiven Landschaftsbildes und damit um den Erhalt des Erholungswerts unserer Landschaft.

## Maßnahmenbereiche
Landschaftspflege gliedert sich klassisch in vier Maßnahmenbereiche. Der Deutsche Verband für Landschaftspflege hat aufgrund der heutigen Situation noch einen fünften Bereich formuliert.
- Erhaltende Pflege

Erhaltende Pflegemaßnahmen werden vor allem für Lebensräume der historisch gewachsenen Kulturlandschaft durchgeführt. Die natürliche Sukzession soll aufgehalten werden, um besonderen Artenreichtum, besondere Tier- und Pflanzenarten oder ein besonders ausdrucksstarkes Landschaftsbild zu erhalten. Hecken, Streuwiesen, Halbtrockenrasen, Heiden, Streuobst- und Buckelwiesen sind beispielsweise Biotope, die zu ihrer Sicherung erhaltender Pflege bedürfen.
Mögliche Maßnahmen sind dabei der Schnitt von Kopfweiden, die Schafbeweidung auf Huteflächen oder die Obstbaum- und Obstwiesenpflege.
- Optimierende Pflege

Die optimierende Pflege zielt auf die Wiederherstellung, Verbesserung oder Entwicklung von Lebensräumen und Biotoptypen ab. Diese Form der Pflege ist beispielsweise bei Wasseranstau in entwässerten Hochmooren oder der Entbuschung brachgefallener Halbtrockenrasen notwendig.
- Schutz und Sicherung

Unter Schutz und Sicherung lassen sich alle Maßnahmen zusammenfassen, die auf die Vermeidung unerwünschter, menschlicher Einflüsse und Eingriffe abzielen sowie konkrete Hilfe für einzelne Arten. Dazu zählen etwa das Anbringen von Wegeabsperrungen oder der Aufbau von Amphibienleiteinrichtungen.
- Neugestaltung

Die Neugestaltung beinhaltet alle Maßnahmen, die auf die (Wieder-)Einrichtung von Lebensräumen ausgerichtet sind, wie die Anlage einer Streuobstwiese oder von kleinen Stillgewässern wie Tümpeln.
- Verwertung und Vermarktung von Produkten aus der Landschaftspflege

Im Zusammenhang mit Landschaftspflege entstehen häufig landwirtschaftliche Erzeugnisse, die verarbeitet und vermarktet werden können. In vielen Landkreisen haben sich beispielsweise Initiativen gegründet, die den Apfelsaft aus den heimischen Streuobstwiesen vermarkten. Auch die regionale Vermarktung des Fleisches von Weidetieren und des Grüngutes extensiver Wiesen zählen zu diesem Bereich. Neben der wirtschaftlichen Leistung aus dem Verkauf dieser Produkte profitieren diese Initiativen auch von der positiven Wirkung dieser Vermarktung in der Öffentlichkeit.

## Pflegeverfahren
- Biologische Verfahren

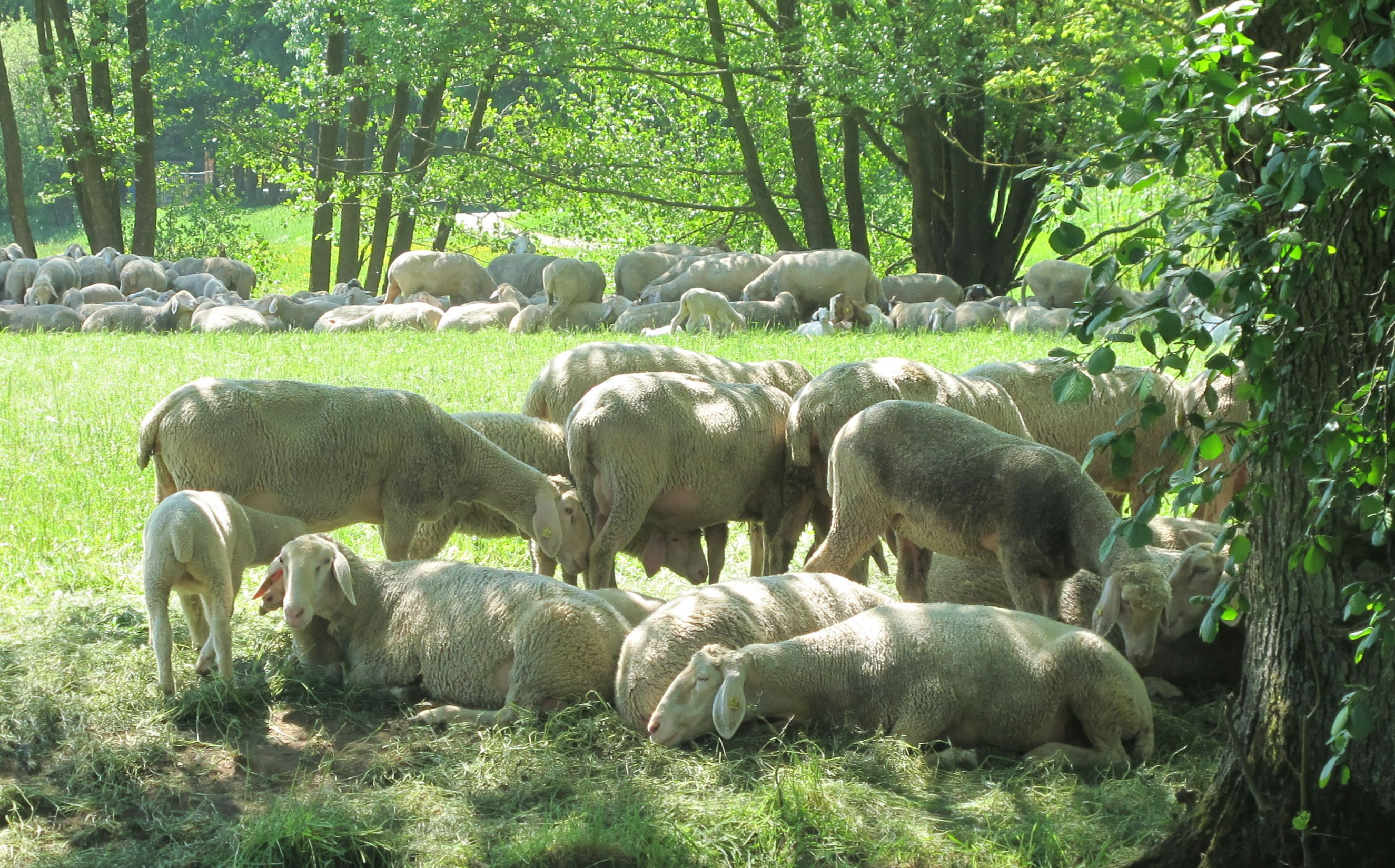
Schafe als Landschaftspfleger in der Hersbrucker Alb

Das wichtigste biologische Verfahren zur Offenhaltung der Landschaft ist die Beweidung. In diesen Weidelandschaften sind „tierische Landschaftspfleger“ wie Ziegen, Schafe, Rinder, Pferde oder auch ungewöhnliche Tierarten wie Wasserbüffel am Werk.
Seltener kommt das fachgerechte Abbrennen überständigen Grases, etwa auf steilen Böschungen, zum Einsatz (Feuerökologie).
- Manuelle Verfahren

Manuelle Verfahren werden aufgrund der hohen Kosten nur noch selten angewendet. Beispiele sind die Mahd mittels Sense von Steilhängen oder sehr nassen Standorten.
- Maschinelle Verfahren

In der Landschaftspflege haben sich wie in der Landwirtschaft die maschinellen Verfahren durchgesetzt. So erfolgt die Mahd von extensiven Wiesen oder die Heckenpflege mit speziellem Gerät.

## Ausführung von Landschaftspflegearbeiten
Mit der Ausführung landschaftspflegerischer und -gestalterischer Maßnahmen sollen die zuständigen Behörden nach Möglichkeit land- und forstwirtschaftliche Betriebe, Vereinigungen, in denen Gemeinden oder Gemeindeverbände, Landwirte und Vereinigungen, die im Schwerpunkt die Ziele des Naturschutzes und der Landschaftspflege fördern, gleichberechtigt vertreten sind (Landschaftspflegeverbände), anerkannte Naturschutzvereinigungen oder Träger von Naturparken beauftragen (§ 3 Abs. 4 BNatSchG).
Planung, Koordination und Vergabe der Landschaftspflegemaßnahmen übernehmen in vielen Bundesländern die Landschaftspflegeverbände. In Baden-Württemberg sind es die Landschaftserhaltungsverbände, in Nordrhein-Westfalen die Biologischen Stationen und in Schleswig-Holstein die Lokalen Aktionen. Die Umsetzung der praktischen Landschaftspflege übernehmen überwiegend Landwirte.
Auch Naturschutzverbände wie NABU oder BUND, Jägerschaften, Stiftungen, Maschinenringe, Forstwirte, Garten- und Landschaftsbaubetriebe, bäuerliche Genossenschaften und Privatpersonen engagieren sich für den Erhalt der Kulturlandschaft durch Landschaftspflege.

## Beispiele der Praktischen Landschaftspflege
Im Beweidungsprojekt Stadtwald Augsburg beweiden seit 2007 Przewalski-Pferde und Rothirsche einen Teil der lichten Kiefernwälder und Heiden im Naturschutzgebiet Stadtwald Augsburg. Das Hutewaldprojekt im Naturpark Solling-Vogler besteht seit dem Jahr 2000.

## Finanzierungsmöglichkeiten
Die Honorierung ökologischer Leistungen der Landwirtschaft erfolgt überwiegend über staatliche Förderprogramme bzw. für gezielte Naturschutzmaßnahmen über Programme des Vertragsnaturschutzes.
Über den Europäischen Landwirtschaftsfonds für die Entwicklung des ländlichen Raums (ELER) werden sogenannte Landschaftspflegeprogramme der Bundesländer gefördert, die zum Erhalt des natürlichen und kulturellen Erbes beitragen.
Mit ihnen werden einmalige Maßnahmen, zum Beispiel die Entbuschung eines Magerrasens, um wieder Beweidung zu ermöglichen, finanziert.
Hierunter fallen auch die Erstellung von Natura-2000-Managementplänen, Maßnahmen zur naturnahen Gewässerentwicklung, der Flächenankauf aus Natur- oder Gewässerschutzzwecken und die Anlage von Schutzpflanzungen.
Auch Maßnahmen zur Sensibilisierung der Öffentlichkeit sowie Studien, Konzeptionen und Planungen zur Naturschutzzwecken können darüber gefördert werden. Fördermittelempfänger können hier neben Landnutzern auch Vereine oder Kommunen sein.
Die Landschaftspflegeprogramme sind je nach Bundesland unterschiedlich gestaltet.

## Landschaftspflege als Studium und Beruf
Die Landschaftspflege ist Teil der Studiengänge „Landschaftsplanung und Landschaftsarchitektur“.
Für die unmittelbare Anleitung bei landschaftspflegerischen Arbeiten und als Mittler zwischen den Fachplanungen des Naturschutzes und dem einzelnen Landwirt wurde die Fortbildung zum Geprüften Natur- und Landschaftspfleger/Geprüften Natur- und Landschaftspflegerin geschaffen.

## Stellung zur Landschaftsplanung
Die Landschaftsplanung wurde bereits 1976 mit dem Bundesnaturschutzgesetz bundesweit eingeführt. Sie ist das zentrale Planungsinstrument von Naturschutz und Landschaftspflege und konkretisiert deren Ziele auf örtlicher und überörtlicher Ebene. Landschaftsplanung (§ 8 BNatSchG) und Landschaftspflege (§ 1) BNatSchG gelten als Teilgebiete der Landespflege.
Die Darstellung der Erfordernisse und Maßnahmen zur Verwirklichung des Naturschutzes und der Landschaftspflege findet beispielsweise in Landschaftsprogrammen, Landschaftsrahmenplänen (nach § 10 BNatSchG), Landschaftsplänen (nach § 8 BNatSchG), sowie Grünordnungsplänen (nach § 11 BNatSchG) statt.

## Metaphorische Verwendung
Im übertragenen Sinne werden in Politik und Wirtschaft mit „Landschaftspflege“ auch fragwürdige Zuwendungen an Entscheidungsträger bis hin zur Korruption bezeichnet, da es sich in diesem Fall um Angelegenheiten in der so genannten politischen Landschaft handelt.
In Österreich ist auch der Begriff Anfüttern gebräuchlich.